# Collio Goriziano Riesling
Le Collio Goriziano Riesling (ou Collio Riesling) est un vin blanc italien de la région Frioul-Vénétie Julienne doté d'une appellation DOC depuis le 3 novembre 1989. Seuls ont droit à la DOC les vins récoltés à l'intérieur de l'aire de production définie par le décret. Les vignobles autorisés se situent dans la province de Gorizia dans les communes et hameaux de Brazzano, Capriva del Friuli, Cormons - Plessiva, Dolegna del Collio, Farra d'Isonzo, Lucinico, Mossa, Oslavia, Ruttars et San Floriano del Collio,.
Le Collio Goriziano Riesling répond à un cahier des charges moins exigeant que le Collio Goriziano Riesling riserva, essentiellement en relation avec le vieillissement.

## Caractéristiques organoleptiques
- couleur : jaune paille tendant vers un jaune doré.
- odeur : intense, délicat, agréable.
- saveur : sec, caractéristique, aromatique.

Le Collio Goriziano Riesling se déguste à une température comprise entre 8 et 10 °C. Il se gardera 2 - 4 ans.

## Production
Province, saison, volume en hectolitres :
- Gorizia (1990/91) 333,51
- Gorizia (1991/92) 426,22
- Gorizia (1992/93) 723,08
- Gorizia (1993/94) 491,88
- Gorizia (1994/95) 439,61
- Gorizia (1995/96) 403,92
- Gorizia (1996/97) 413,84